# Töpker Teich
Das Naturschutzgebiet Töpker Teich BI-017 umfasst in der ostwestfälischen Stadt Bielefeld ein circa 14,26 ha großes Gebiet. Es liegt zwischen Heepen und Altenhagen. Das Gebiet stellt einen Rückzugsort und Regenerationsort für Flora und Fauna dar. Er ist Brut- und Nahrungsbiotop für seltene an Wasser gebundene Tierarten wie zum Beispiel Libellen und Wasservögeln. Der Teich selbst hat lediglich eine Fläche von 0,125 Hektar und liegt auf einer Höhe von  83 Meter über dem Meeresspiegel. Er ist beeinträchtigt durch häusliche Abwassereinleitungen.